# 발치크

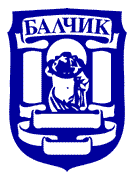
시 문장

발치크(불가리아어: Балчик)는 불가리아 북동부에 위치한 도브리치주의 도시로, 인구는 24,065명(2009년 12월 기준), 높이는 230m이다. 흑해 연안과 접한 휴양 도시이며 바르나에서 북동쪽으로 42km 정도 떨어진 곳에 위치한다. 지리적으로는 남부 도브루자 지방에 속하며 흑해를 따라 도브루자 평원까지 뻗어 있다.

## 역사

### 고대와 중세

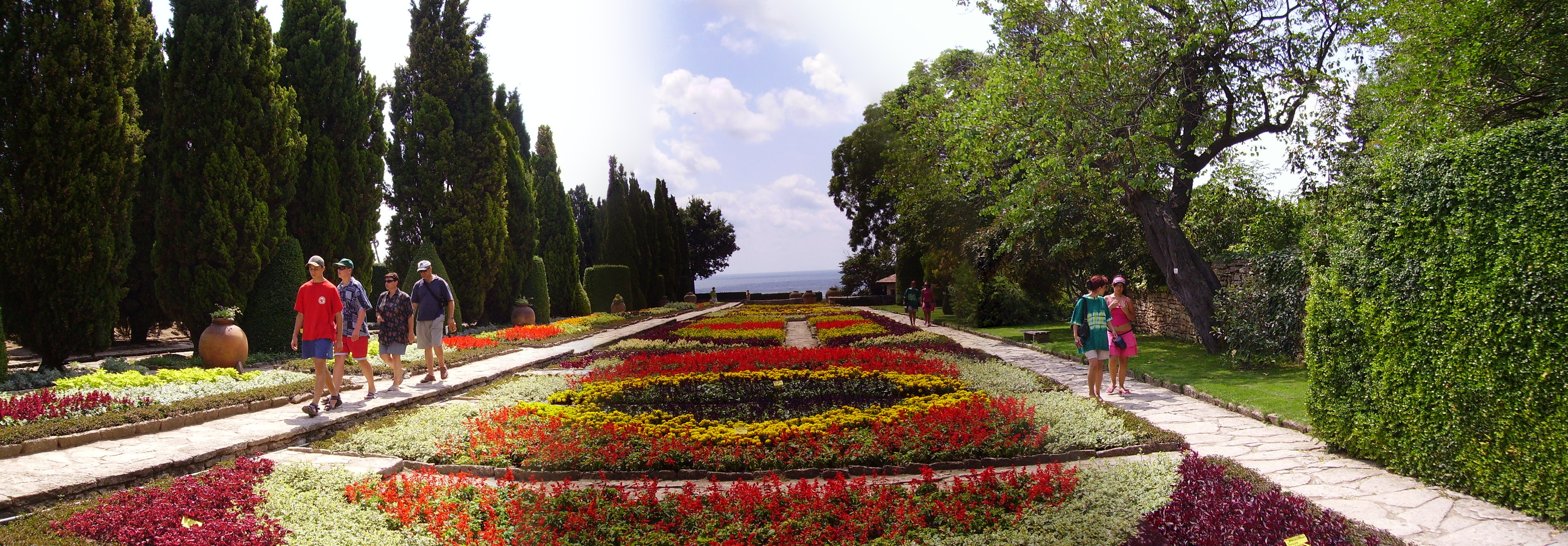
발치크 식물원

고대 그리스의 식민지였던 크루노이(Κρουνοι / Krounoi)는 헬레니즘 시대 말기부터 동로마 제국 시대까지는 신화 속의 인물 디오뉘소스에서 유래된 디오뉘소폴리스(Διονυσοπολις / Dionysopolis)라고 부르기도 했다. 트라키아인이 세웠던 마을 터에 요새가 지어졌으며 오스만 제국의 지배 때부터 지금과 같은 이름인 "발치크"라고 부르게 되었다. 발치크는 가가우즈어로 "작은 마을"이라는 뜻에서 유래된 것으로 추정된다. 또 다른 설에 따르면 도시 이름의 기원이 카르부나 대공국(Principality of Karvuna)의 통치자였던 발리크(Балик / Balik)와 관련이 있다는 설이 있다.

### 불가리아 해방 이후
불가리아 해방 이후부터 발치크는 농업의 거점으로 발전했고 밀 수출의 거점으로 여겨졌다. 나중에는 휴양 도시로서 남부 인근에 있는 알베나(Албена / Albena)와 함께 발전했다. 민족 구성은 대규모 변동을 띠고 있다. 이전에는 가가우즈인과 타타르족, 튀르키예인이 대부분이었지만 현재는 불가리아인이 다수를 차지하고 있다. 도시에는 지금도 많은 터키인이 소수파로 거주하고 있으며 오스만 제국 시대에 지어진 모스크는 무슬림 주민들을 위해 사용되고 있다. 1913년부터 1916년까지와 1919년부터 1940년까지는 루마니아의 지배를 받았다.

## 자매 도시
- 튀르키예 Armutalan
- 루마니아 Bran
- 루마니아 Mangalia
- 슬로바키아 Stará Ľubovňa
- 스웨덴 Hagfors
- 폴란드 치에신

## 사진

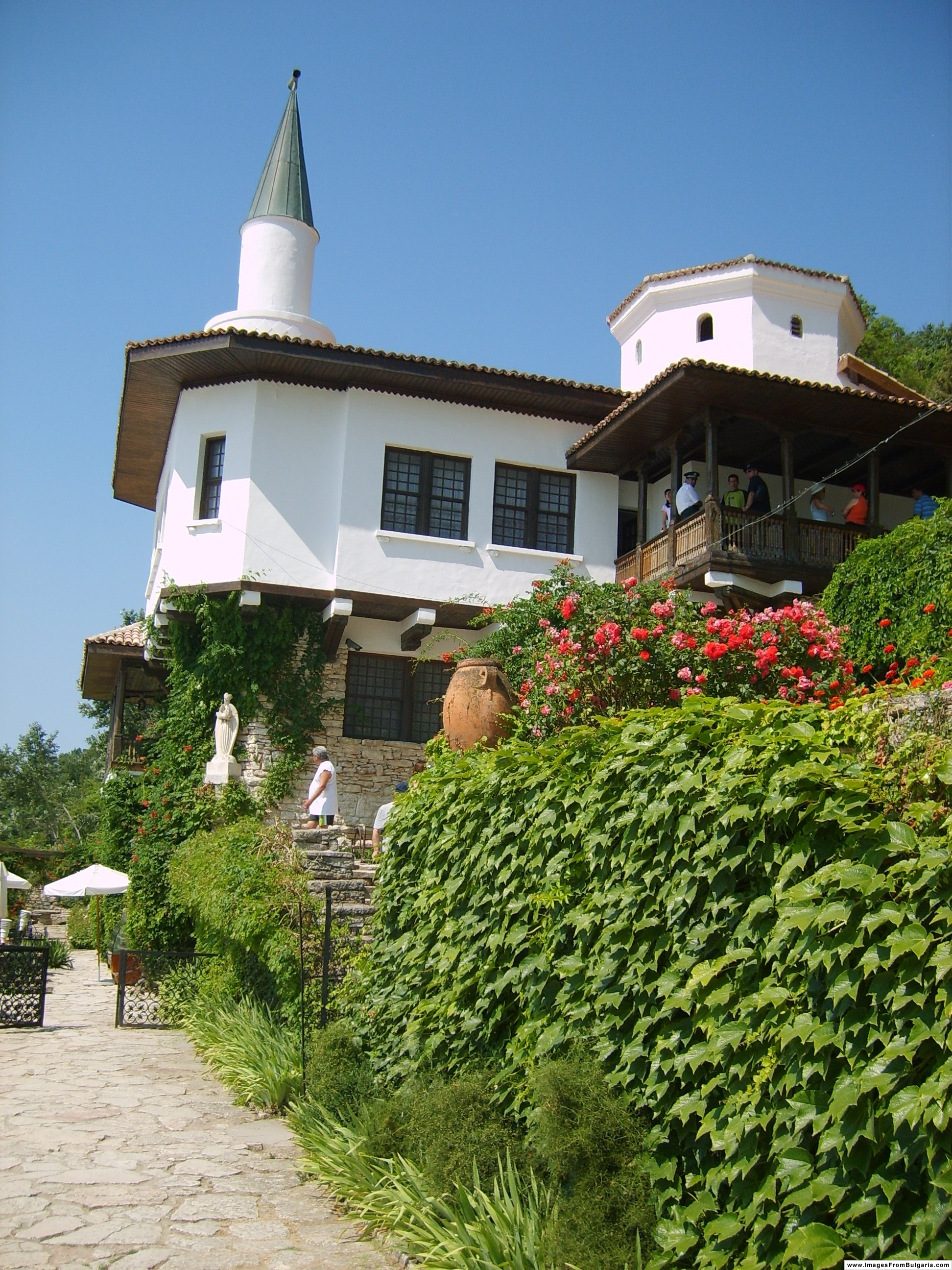
발치크 궁전
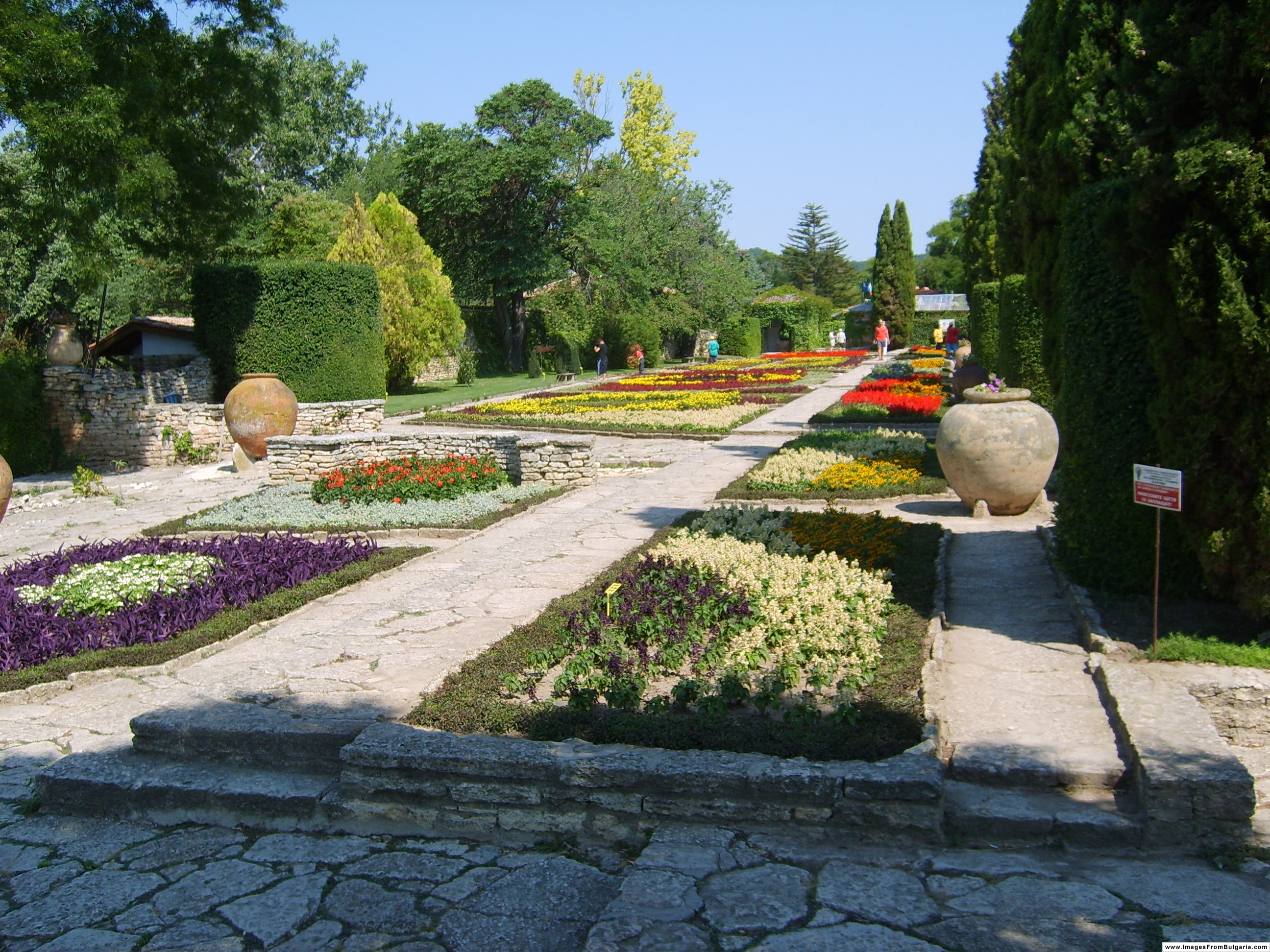
발치크 궁전의 정원
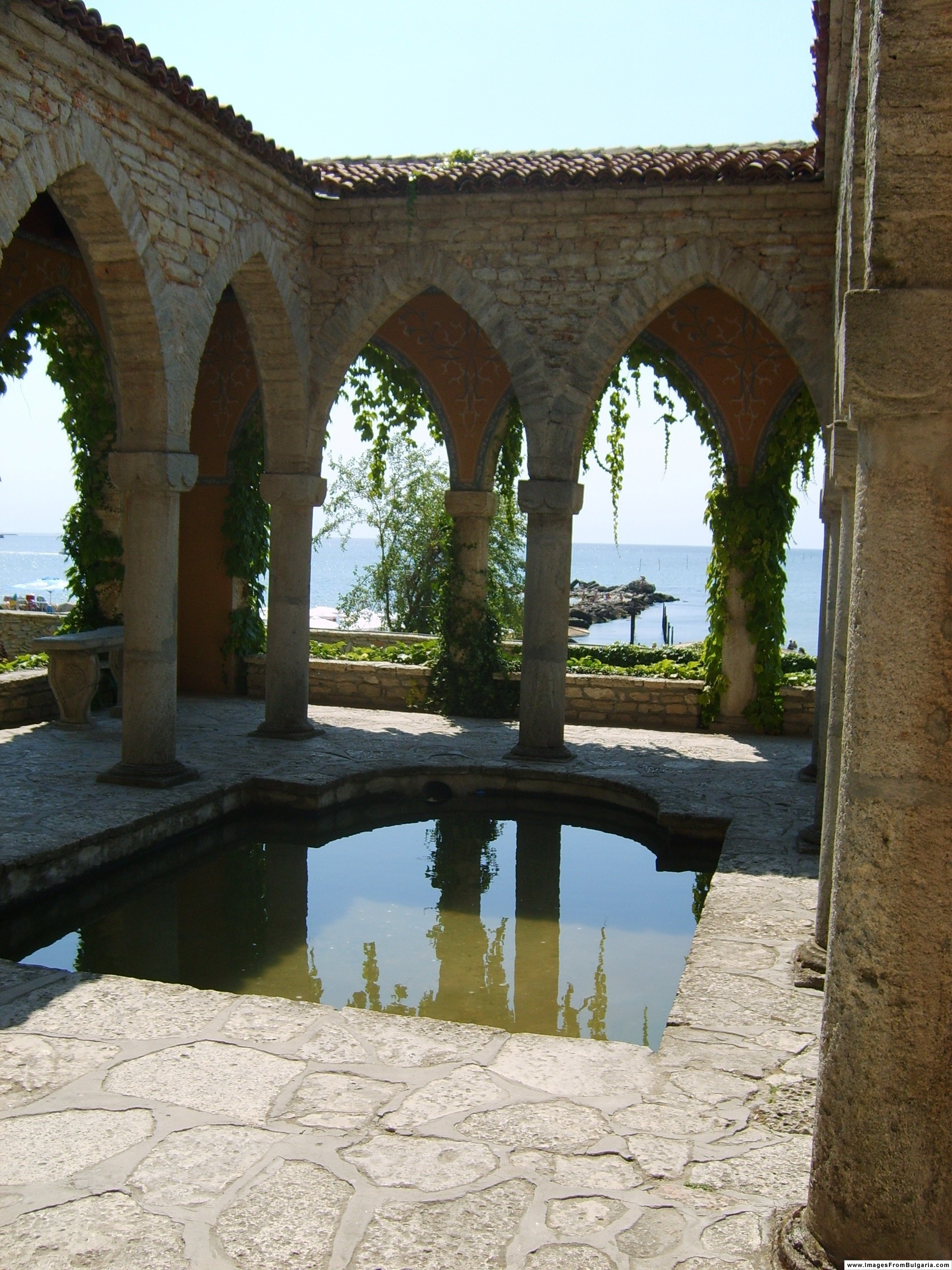
발치크 궁전의 목욕탕
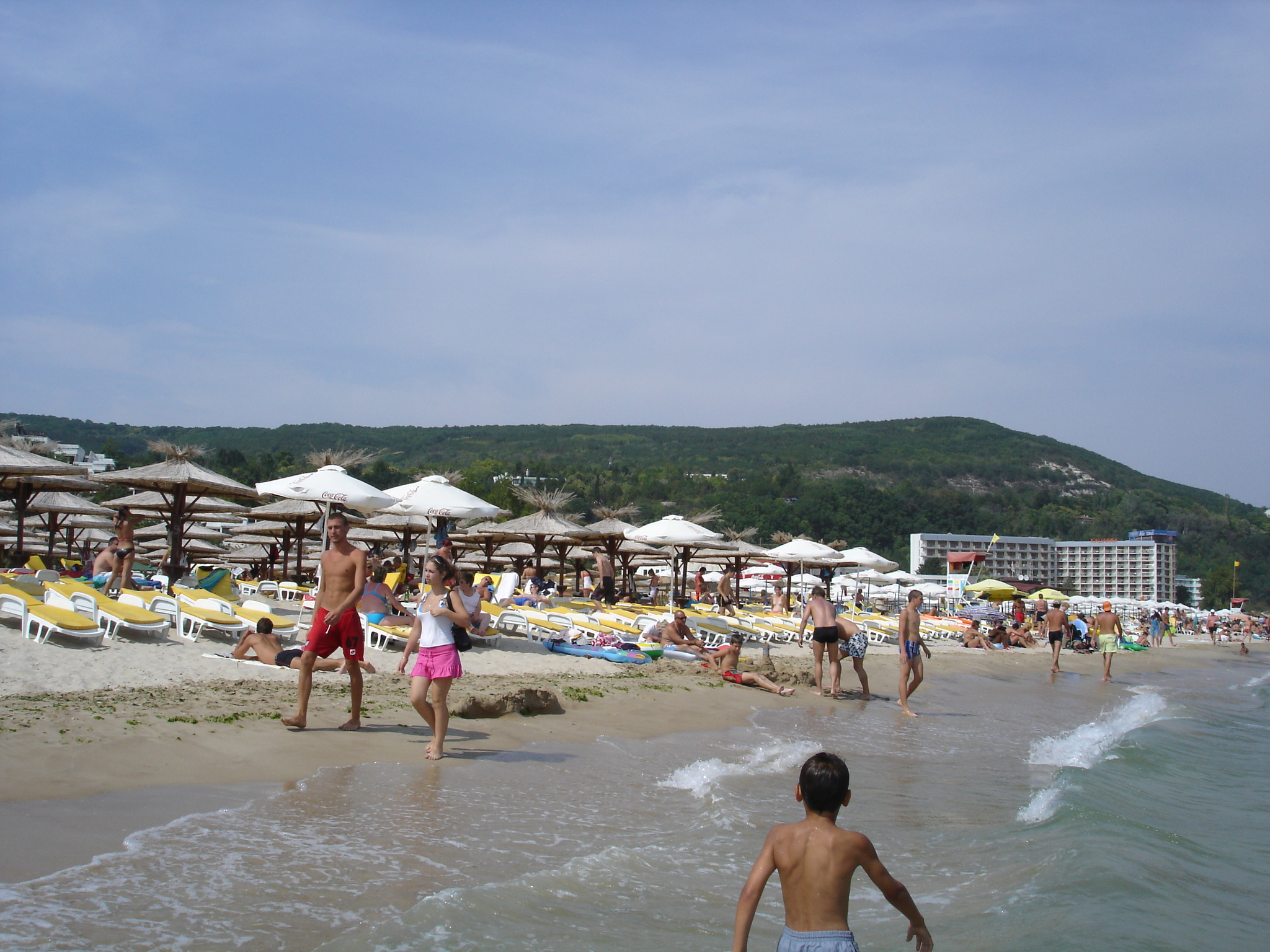
알베나 해변
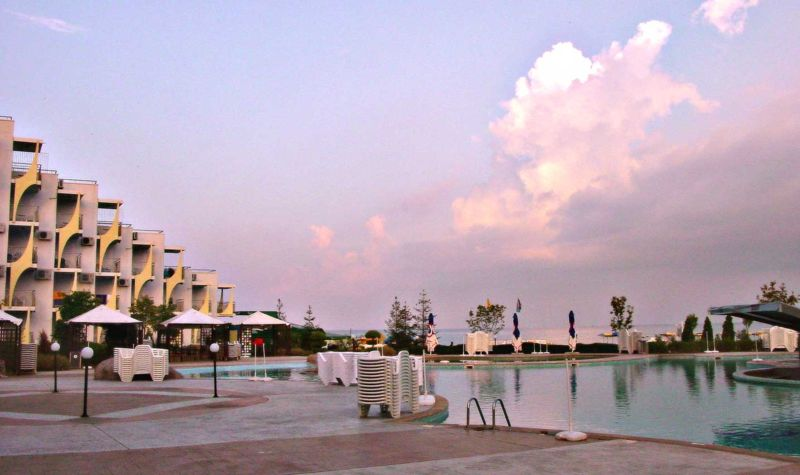
알베나의 석양
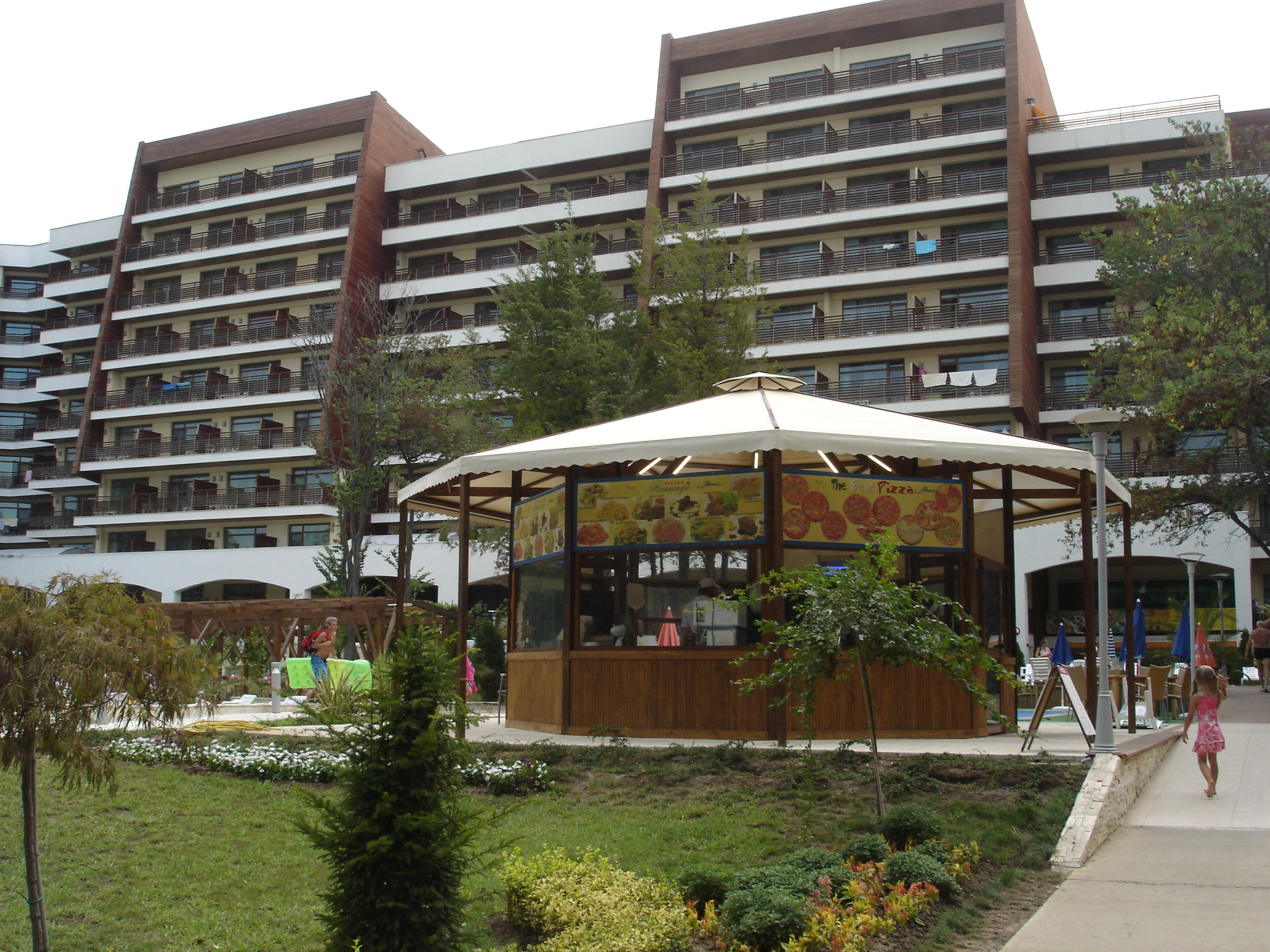
바다와 접한 리조트 호텔

## 같이 보기
- 불가리아 흑해 해안
- 도브리치주